# Colli di Rimini Biancame
Il Colli di Rimini Biancame è un vino DOC la cui produzione è consentita nella provincia di Rimini.

## Caratteristiche organolettiche
- colore: paglierino scarico con riflessi verdognoli
- odore: caratteristico, talvolta con note floreali
- sapore: asciutto, fresco, equilibrato

## Produzione
Provincia, stagione, volume in ettolitri
- nessun dato disponibile